# Astronomy Reports
Astronomy Reports (russisch: Астрономический журнал, Astronomicheskii Zhurnal, nach ISO 4 abgekürzt Astron. Rep.) früher auch Soviet Astronomy, ist eine russische, monatlich erscheinende wissenschaftliche Fachzeitschrift mit begutachteten Beiträgen und dem Schwerpunkt auf Forschungsergebnisse der Astronomie. Dies umfasst auch astronomische  Instrumente. Daneben sind chronicles, Tagungsbände internationaler Konferenzen und Buchbesprechungen enthalten. Gegründet im Jahr 1924 gilt sie als bedeutsamste astronomische Fachzeitschrift während der Sowjetunion.
Astronomicheskii Zhurnal wird von der International Academic Publishing Company Nauka/Interperiodica (MAIK Nauka/Interperiodica) publiziert und auch ins Englische übersetzt; außerhalb von Russland seit 2006 durch Springer verlegt. 